# Octave Jahyer
Octave Édouard Jean Jahyer né à Paris le 27 novembre 1826 et mort à Maidenhead en 1904, est un dessinateur, graveur sur bois et lithographe français.

## Biographie
Fils de Nicolas Georges Robert Jahyer et de Marie Armande Dubuisson, Octave Jahyer est élève aux Beaux-arts de Paris et se spécialise en gravure sur bois. En 1848, il présente au Salon onze xylographies d'après plusieurs compositions de Pierre Thuillier et Jean-Joseph Bellel, entre autres. Il est encore au Salon en 1864, 1866 et 1868, exposant de nouvelles gravures sur bois. Sa dernière adresse parisienne connue indique le 14 de la rue de Navarin.
En 1859-1860, il dirige Le Bulletin de l'armée avec Léon Beauvallet.
Il a travaillé en société avec le graveur Laurent Hotelin.

## Œuvre

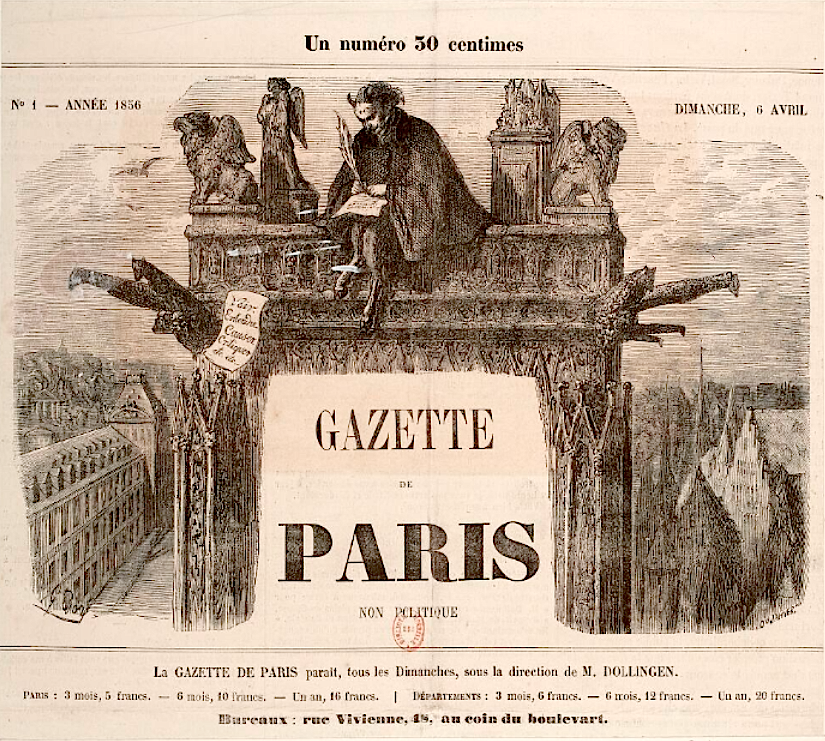
Titre de la Gazette de Paris fondée par Zacharias Dollingen, dessin de Gustave Doré, gravé sur bois par Jahyer (1856, BnF).

Ignoré par Henri Beraldi, Jahyer est l'un des premiers graveurs de Gustave Doré. Il fait partie du collectif de graveurs, avec F. Rouget et Jean Gauchard (1825-1872) qui illustra La Légende du Juif errant publié en 1856 chez Michel Lévy frères. Durant les années 1850, il produit des compositions gravées en collaboration avec des théâtres (dont l'Odéon où il semble avoir joué comme comédien) et des éditeurs de partitions musicales. Il est également l'auteur de l'illustration du titre de la première page de périodiques comme Gringoire et Le Figaro et fut le principal contributeur du Monde illustré à ses débuts (1857). On lui doit aussi quelques affiches lithographiées et des compositions pour L'Illustration.

### Autres publications
- Valéry Vernier, Aline, gravure d'après Gustave Doré, E. Dentu, 1857.
- Libraire d'Alph[onse] Taride 2 rue Marengo Étrennes, lithographie, imprimerie Chézaud, 1859[7].
- Les femmes de Victor Hugo, 28 lithographies d'après Gavarni, Gustave Doré, Eustache Lorsay, Bayard, Chez Charlieu et Huillery, 1862.